# Guerra di Candia
La guerra di Candia, anche nota come quinta guerra turco-veneziana, fu un conflitto combattuto tra la Repubblica di Venezia e i suoi alleati (tra i quali si possono ricordare i cavalieri di Malta, lo Stato della Chiesa, il Granducato di Toscana, con le galee dei cavalieri di Santo Stefano, e la Francia) e l'Impero ottomano che ebbe come posta in palio il possesso dell'isola di Creta, il più grande e ricco tra i possedimenti veneziani d'Oltremare.
La guerra durò dal 1645 al 1669 e fu combattuta non solo a Creta ma anche sul Mar Egeo. Anche la Dalmazia fu interessata dalle operazioni militari come teatro di guerra secondario.
Anche se la maggior parte di Creta fu conquistata dagli ottomani nei primi anni di guerra, la piazzaforte di Candia (la moderna Iraklio), la capitale dell'isola, resistette con successo.
Il suo prolungato assedio costrinse entrambe le parti a concentrarsi sull'invio di rifornimenti alle rispettive forze presenti sull'isola. Per i veneziani in particolare, l'unica speranza di vittoria contro un esercito ottomano ben più numeroso risiedeva nel costante flusso di rifornimenti che arrivavano nella piazzaforte assediata.
Ben presto la guerra si spostò anche sul mare dove si svolsero numerosi scontri navali tra le due marine e i loro alleati. Venezia era aiutata da diversi Stati europei, che, incitati dal Papa, che aveva rinfocolato un nuovo spirito di crociata, mandarono uomini, navi e rifornimenti "per difendere la cristianità". Durante tutto il conflitto Venezia mantenne la superiorità sui mari vincendo numerose battaglie navali, ma il blocco dello stretto dei Dardanelli fu solo un parziale successo e la Serenissima non riuscì mai ad impedire completamente il rifornimento delle truppe turche presenti a Creta.
Dal canto loro gli Ottomani furono rallentati nel loro sforzo bellico da problemi interni nonché dalle spedizioni militari che organizzarono a nord, in Transilvania, contro l'Impero asburgico.
Il conflitto stremò l'economia di Venezia che si basava in larga parte proprio sui commerci con l'Impero ottomano. Negli anni 60 del 1600, nonostante gli incessanti aiuti che provenivano dalle altre nazioni cristiane, l'esito della guerra apparve chiaro. Gli ottomani erano riusciti a gestire al meglio le proprie forze e sotto il comando della famiglia Köprülü, lanciarono una grande spedizione nel 1666 sotto la diretta supervisione del Gran Visir. Questa diede il via all'ultima, e forse più cruenta, fase dell'assedio di Candia.
La capitale cretese, dopo 22 anni d'assedio (forse il più lungo della storia) si arrese dopo un lungo negoziato che lasciò in mano turca l'intera isola.
Con il trattato di pace Venezia ottenne la possibilità di mantenere qualche fortezza su alcune isole al largo di Creta, nonché delle concessioni territoriali in Dalmazia.
Il desiderio di rivincita di Venezia porterà, dopo 15 anni ad una nuova guerra in Grecia che vedrà la Serenissima vincitrice. Creta tuttavia era ormai persa per sempre e sarebbe rimasta sotto controllo ottomano fino alla sua riunificazione con la Grecia avvenuta nel 1898.

## Contesto
Dopo la conquista di Cipro ad opera dell'impero ottomano durante la quarta guerra tra Venezia e la Sublime Porta (1570-1573), l'isola di Creta era l'ultimo dei grandi possedimenti d'oltremare di Venezia. La sua posizione strategica fece sì che esso divenne un obiettivo imprescindibile per la futura espansione ottomana, anche perché le sue dimensioni, il suo suolo fertile, nonché il cattivo stato delle sue fortificazioni, la rendevano molto più appetibile di Malta. Da parte veneziana vi era perciò una grande attenzione a non provocare gli Ottomani per non dar loro un pretesto per muovere alla conquista dell'isola. L'osservanza scrupolosa dei termini dell'ultimo trattato con l'Impero ottomano, riuscì a garantire oltre 60 anni di relazioni pacifiche.
All'inizio del XVII secolo le cose cominciarono a cambiare. La potenza veneziana era notevolmente diminuita e la sua economia, che aveva prosperato grazie al controllo delle rotte delle spezie verso l'Est, cominciava a soffrire pesantemente dell'apertura delle nuove rotte commerciali atlantiche, nonché della perdita di uno dei suoi importanti mercati, quello tedesco, a causa della Guerra dei Trent'anni. Inoltre la Repubblica si era trovata coinvolta in una serie di guerre nel Nord Italia, come quella di Mantova, ed era stata colpita da una epidemia di peste nel biennio 1629-1631.
Le relazioni tra l'Impero ottomano e la Serenissima Repubblica cominciarono sempre più a deteriorarsi, come testimonia l'episodio del 1638 in cui una flotta veneziana attaccò e distrusse una flotta di pirati barbareschi che aveva trovato protezione nel porto ottomano di Valona, bombardando anche la cittadina. Il sultano Murad IV ordinò di giustiziare tutti i veneziani presenti nell'impero e decise di porre un embargo sui commerci con Venezia; poiché però gli ottomani erano ancora impegnati in una guerra contro i Persiani, la situazione fu risolta con il pagamento da parte di Venezia di una forte indennità.
Un episodio simile, che ebbe luogo nel 1644, ebbe però un epilogo differente: il 28 settembre, alcune galee dei Cavalieri di Malta attaccarono un convoglio in navigazione tra Costantinopoli e Alessandria d'Egitto, con a bordo molti pellegrini in viaggio per la Mecca, tra i quali il Kizlar Agha (capo degli eunuchi neri) Sunbul Aga, il qadi del Cairo ed il precettore del futuro sultano Maometto IV. Durante il combattimento Sunbul Aga e molti altri pellegrini importanti furono uccisi, mentre 350 uomini e 30 donne furono catturati per essere venduti come schiavi. I Cavalieri li trasportarono su un'imbarcazione che sostò poi molti giorni in un piccolo approdo sulla costa meridionale di Creta, dove furono sbarcati alcuni marinai e schiavi. Gli ottomani reagirono con rabbia, e la Porta accusò i veneziani di collusione coi Cavalieri, anche se i veneziani negarono in maniera veemente.
Per il partito dei falchi, che in quel momento era il più influente nella corte ottomana, l'incidente fu visto come un perfetto casus belli per dichiarare guerra a una Venezia indebolita. Nonostante un lungo periodo di negoziati, l'ultimo dei quali ebbe luogo nel 1645, e contro il parere del gran Visir Sultanzade Mehmed Pascià, la guerra fu dichiarata. Fu rapidamente allestita una spedizione che contava oltre 50000 uomini e 416 navi sotto il comando del Capitan Pascià Silahdar Yusuf, genero del sultano. L'armata ottomana attraversò i Dardanelli il 30 aprile per far rotta verso il porto di Navarino nel Peloponneso, dove sostò per tre settimane. La destinazione della flotta non era stata annunciata e gli ottomani, per sviare i veneziani, fecero circolare la voce che l'obiettivo fosse Malta.

## Il conflitto

### Prime operazioni

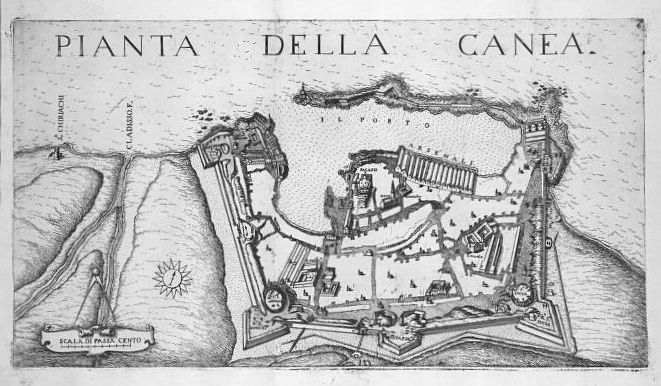
Mappa di La Canea e le sue fortificazioni, 1651

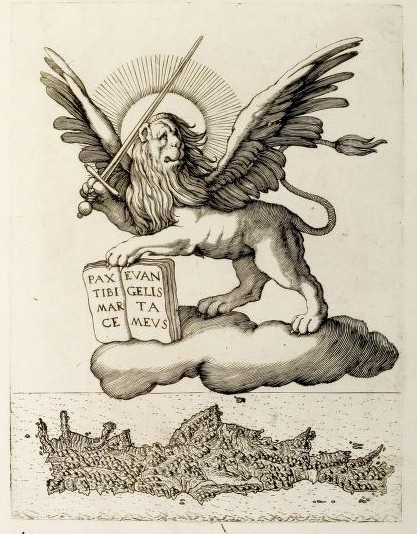
Rappresentazione del 1651 raffigurante Candia protetta dal Leone di San Marco.

I veneziani furono effettivamente ingannati dal sotterfugio ottomano e furono colti di sorpresa all'arrivo della loro flotta a Creta il 23 giugno 1645. Nonostante gli sforzi del provveditore generale Andrea Corner, recentemente nominato, le difese veneziane si trovavano ancora in cattive condizioni. Le fortificazioni dell'isola erano imponenti, ma erano state trascurate per lungo tempo, e pertanto furono compiuti molti sforzi per ripararle. Preoccupata dai preparativi ottomani, la Repubblica di Venezia aveva rafforzato la difesa dell'isola alla fine del 1644 con 2500 soldati e provviste in quantità; inoltre aveva iniziato ad armare la propria flotta e ottenuto la promessa di assistenza in caso di guerra dal Papa e dalla Granducato di Toscana.
Gli ottomani sbarcarono per la prima volta 15 miglia a ovest di La Canea, dove la milizia locale fuggì davanti a loro. Quindi, attaccarono la piccola fortezza dell'isola di San Todero, il cui comandante, l'istriano Blasio Zulian, la fece saltare in aria insieme a lui e alla sua guarnigione piuttosto che lasciarla cadere nelle mani ottomane. Gli attaccanti poi avanzarono verso la città di La Canea, che cadde il 22 agosto, dopo un assedio durato 56 giorni. Allo stesso tempo, tuttavia, i veneziani ricevettero rinforzi, poiché l'aiuto promesso iniziò ad arrivare sotto forma di galee dagli Stati Pontifici, dalla Toscana, da Malta e da Napoli. In settembre, la flotta ottomana si trovò in uno stato di momentaneo disordine, ma la quella cristiana alleata, sotto il comando cauto di Niccolò Ludovisi, nipote del Papa, non riuscì a sfruttare l'opportunità per un attacco decisivo. Quando le forze cristiane si mossero finalmente per riconquistare La Canea il 1º ottobre, forti di una flotta di circa 90 navi, la ferma difesa ottomana e la mancanza di cooperazione tra gli alleati fecero fallire l'attacco. Poco dopo, gli alleati veneziani tornarono alle loro basi.
A novembre, Silahdar Yusuf Pasha lasciò sul posto una consistente guarnigione e tornò a Costantinopoli per trascorrere l'inverno. In questo periodo cadde in disgrazia con il Sultano e fu giustiziato. Ciononostante, i preparativi ottomani continuarono per rinnovare ed espandere la guerra, mentre i veneziani tentavano freneticamente di raccogliere denaro e uomini, e di ottenere che altre potenze europee si unissero a loro contro gli ottomani. Tuttavia, poiché la maggior parte dell'Europa era coinvolta nelle aspre rivalità della Guerra dei trent'anni, i loro appelli caddero per lo più nel vuoto. I veneziani erano gravati dalle richieste finanziarie della guerra: oltre a imporre tasse sui possedimenti italiani di terraferma, ricorsero alla vendita di titoli nobiliari e di cariche statali per riempire le casse. Per guidare lo sforzo contro gli ottomani, il Senato veneziano elesse inizialmente Francesco Erizzo, 80 anni, come doge ma dopo la sua morte, avvenuta all'inizio del 1646, questi venne sostituito da Giovanni Cappello, di sette anni più giovane, come Capitano generale da mar.
Le azioni di Cappello nel 1646 furono decisamente deludenti: non riuscì a intercettare l'arrivo dei rinforzi ottomani guidati da Koca Musa Pasha a giugno, e un attacco alla flotta ottomana nella baia di La Canea ad agosto fallì, così come fallì il suo tentativo di rompere il blocco ottomano di Retimo. Di conseguenza, la città cadde il 20 ottobre, mentre la cittadella resistette fino al 13 novembre. Durante l'inverno 1646-1647, entrambi gli schieramenti subirono un'epidemia di peste, e per tutta la primavera del 1647 le operazioni non fecero grandi progressi. A metà giugno una piccola forza ottomana sconfisse un contingente più grande di mercenari veneziani. Questo successo spianò la strada a Gazi Hüseyin Pascià, il comandante locale, per conquistare la metà orientale dell'isola, ad eccezione della fortezza di Sitia. I veneziani e la popolazione locale subirono gravi perdite: si stima che nel 1648 quasi il 40% della popolazione cretese fosse perita a causa di malattie o della guerra, e nel 1677 la popolazione prebellica dell'isola, di circa 260000 abitanti, si fosse ridotta a circa 80000. All'inizio del 1648, tutta Creta, eccetto Candia e alcune roccaforti come l'isola di Grabusa, era nelle mani ottomane.

### Proseguimento
La Canea e Rettimo vennero occupate in soli due mesi, così come la fortezza della Suda, mentre i Turchi procedevano alla progressiva occupazione della restante parte dell'isola.
La risposta di Venezia guidata dal Doge Francesco Erizzo non tardò ad arrivare e nel 1646 una squadra navale batté i Turchi nei pressi di Negroponte, ma nel 1648 ormai l'intera Creta poteva dirsi in mano turca, ad eccezione della sola capitale Candia, che resisteva dall'anno precedente all'assedio turco.
Il 12 maggio 1649 le 19 navi di Giacomo Riva sconfissero una squadra di ben 93 navi turche nella Battaglia di Focea, nei pressi di Smirne.
Il 10 luglio 1651 i Turchi sono nuovamente battuti nelle acque di Paro dalle flotte di Tommaso e Lazzaro Mocenigo.
Il 15 maggio 1654 gli Ottomani vengono sconfitti durante l'assedio di Perasto.
Altri scontri navali si ebbero ripetutamente nel 1654, nel 1655 e nel 1656, quando, all'apice della guerra di Candia, la flotta di Lazzaro Mocenigo, annientata il 21 giugno quella ottomana, riuscì a forzare con una squadra guidata da Lorenzo Marcello lo stretto dei Dardanelli, arrivando a minacciare il 26 agosto, sotto una pioggia di fuoco, la stessa Istanbul. Il 26 giugno entrava nello stretto il capitano ottomano Sinan con 28 navi, 60 galee sottili e 7 galeazze. I veneziani disponevano di 28 navi, 24 galee sottili e 7 galeazze. Durante lo scontro Lorenzo Marcello mentre conduceva l'arrembaggio fu preso da una palla di cannone, perdendo la vita. Il suo luogotenente e consanguineo Giovanni Marcello, continuò il combattimento portando alla vittoria i Veneziani. Alla fine della battaglia si contarono circa 10 000 morti tra i Turchi a 300 da parte veneziana. Il bottino di guerra fu di 13 galee, 6 navi e 5 maone. Il resto della flotta affondò.
La flotta ottomana fu praticamente annientata, la sconfitta provocò il panico a Istanbul, e addirittura la corte imperiale decise di lasciare il Palazzo Topkapı per paura di un imminente attacco veneziano.
Nel 1657 fu la volta per Chio di assistere ad una vittoria della Serenissima, ma la lotta si faceva comunque sempre più impari tra la repubblica marinara e le immense risorse dell'impero orientale. Tra il 17 e il 19 luglio Venezia fu battuta sul mare in uno scontro in cui lo stesso ammiraglio Lazzaro Mocenigo perse la vita.
La firma, il 7 novembre 1659, del Trattato dei Pirenei con la pace tra Francia e Spagna, fornì a Venezia la possibilità di ricevere nuovi aiuti dall'Occidente. Nel 1661 la flotta di Venezia vinse nelle acque di Milo e per l'Impero Ottomano si fece sempre più prioritario porre fine all'estenuante conflitto.
Nell'agosto del 1664, con la firma della Pace di Vasvár, i Turchi disimpegnarono ulteriori forze da gettare nella mischia del conflitto con Venezia.

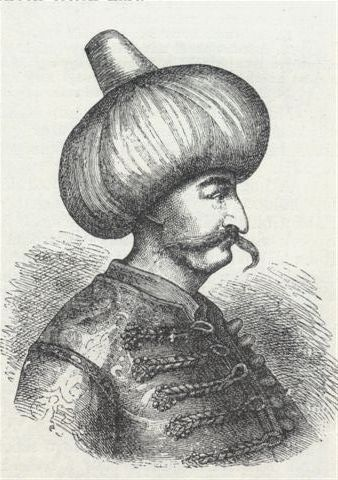
Il Gran Visir Ahmed.

Nel 1666 falliva intantt una spedizione per tentare di riconquistare La Canea e nel 1667 il Gran Visir in persona giunse a Candia per condurre le operazioni militari di un assedio che durava oramai ininterrottamente da 19 anni.
Nella città assediata accorsero durante tutto il conflitto contingenti di volontari da tutt'Europa per concorrere alla difesa di quello che ai loro occhi era l'ultimo lembo della Cristianità in Oriente; tra questi Ghiron Francesco Villa, che inizialmente ottenne qualche successo prima di essere richiamato in Italia. Le ultime imprese armate le tentò Vincenzo Rospigliosi, nipote di papa Clemente IX, con i cavalieri di Malta, la flotta napoletana prima e quella francese poi, desistendo poi da ogni tentativo. La città era però allo stremo, completamente distrutta e spopolata, resistendo ad un continuo stillicidio di bombardamenti, attacchi, contrattacchi ed esplosioni di mine. Il 5 settembre 1669 Candia firmò la resa e i suoi difensori ottennero l'onore delle armi. I turchi alla fine della guerra avevano perso 130 000 soldati e i tre quarti del tesoro imperiale.

## La pace
Il trattato di pace tra Venezia e La Sublime Porta fu firmato due anni dopo la perdita di Candia, nel 1671, sancendo per i Veneziani la definitiva perdita di Creta, loro più antica, grande e prospera colonia, nella quale venne loro concesso di conservare le sole isole-fortezza di Gambusa, della Suda e di Spinalonga, a protezione dei porti naturali nei quali le navi veneziane potevano trovare rifugio lungo le rotte per l'Oriente. Inoltre, fu concesso alla Serenissima di conservare l'isola di Zante dietro il pagamento di un indennizzo di circa 1 500 ducati l'anno.
La pace fissò la frontiera veneto-turca in una fascia adriatica pressappoco comprendente il territorio dal canale della Morlacca a Vrana, Sebenico, Traù e Almissa.
Solo i domini veneziani in Dalmazia risultarono ampliati alla fine della guerra (Acquisto Vecchio), ben magra compensazione per la perdita dell'impero coloniale.

### Fonti
- Gian Paolo Marana, L'esploratore turco, Parigi, C. Barbin, 1684-1686.

### Studi
- AA.VV., Storia di Venezia, Roma, Istituto Della Enciclopedia Italiana Treccani, 1995.
- Franco Cardini, Il turco a Vienna: storia del grande assedio del 1683, collana I Robinson Letture, Bari-Roma, GLF Editori Laterza, 2011, ISBN 978-88-420-8879-0.
- Charles Diehl, La Repubblica di Venezia, Roma, Newton & Compton editori, 2004, ISBN 88-541-0022-6.
- (EN) Caroline Finkel, Osman's Dream: The Story of the Ottoman Empire 1300–1923, Londra, John Murray, 2006, ISBN 978-0-7195-6112-2.
- Gherardo Ortalli (a cura di), Venezia e Creta: atti del convegno internazionale di studi Iraklion-Chaniaà, 30 settembre-5 ottobre 1997, Istituto veneto di scienze, lettere ed arti, 1998, ISBN 978-88-86166-69-0.
- Maria Pia Pedani Fabris, Venezia porta d'Oriente, collana Storica paperbacks, Bologna, Il Mulino, 2010, ISBN 978-88-15-14948-0.
- Samuele Romanin, Storia documentata di Venezia, Venezia, Pietro Naratovich tipografo editore, 1853.
- (EN) Kenneth M. Setton, Harry W. Hazard e Norman P. Zacour (a cura di), A history of the crusades. Volume 6: The impact of the crusades on Europe, The University of Wisconsin Press, 1989,  pp. 311-353, ISBN 978-0-299-10744-4.
- (EN) İdris Bostan, Navy, in Gábor Ágoston e Bruce Masters (a cura di), Encyclopedia of the Ottoman Empire, New York, Facts on File, Inc., 2009,  pp. 425–429, ISBN 978-0-8160-6259-1.
- (EN) J. P. Cooper (a cura di), The new Cambridge modern history. 4: The decline of Spain and the Thirty Years War 1609 - 48/59, Repr, Cambridge Univ. Press, 1989, ISBN 978-0-521-29713-4.
- (EL) Theocharis E. Detorakis, Ιστορία της Κρήτης [History of Crete], Athens, 1986, OCLC 715204595.
- (EN) Christopher Duffy, The fortress in the early modern world, 1494-1660, collana Siege warfare, Routledge & Kegan Paul, 1979, ISBN 978-0-7100-8871-0.
- (DE) Ekkehard Eickhoff, Venedig, Wien und die Osmanen: Umbruch in Südosteuropa 1645–1700, Fifth, Klett-Cotta, 2009, ISBN 978-3-608-94511-9.
- (EN) Suraiya Faroqhi, The Ottoman Empire and the world around it, collana The library of Ottoman studies, I. B. Tauris, 2006, ISBN 978-1-84511-122-9.
- (EN) George Finlay, The History of Greece under Othoman and Venetian Domination, Londra, William Blackwood and Sons, 1856.
- (EN) Kate Fleet, Suraiya Faroqhi e Reşat Kasaba, The later Ottoman Empire, 1603-1839, in The Cambridge history of Turkey, Vol. 3, Cambridge university press, 2006, ISBN 978-0-521-62095-6.
- (EN) Molly Greene, A shared world: Christians and Muslims in the early modern Mediterranean, Princeton Univ. Press, 2000, ISBN 978-0-691-00898-1.
- P. M. Holt, Ann K. S. Lambton e Bernard Lewis, The Central Islamic Lands from Pre-Islamic Times to the First World War, Cambridge University Press, 1978, ISBN 978-0-521-29135-4.
- (EN) Frederic Chapin Lane, Venice: a maritime republic, Johns Hopkins Univ. Pr, 1973, ISBN 978-0-8018-1460-0.
- (EN) David Nicolle e Christopher Rothero, The Venetian Empire, 1200-1670, collana Men-at-arms series, Osprey Publishing, 1989, ISBN 978-0-85045-899-2.
- (EN) Vernon J. Parry e M. A. Cook, A history of The Ottoman empire to 1730: chapters from the Cambridge history of Islam and The new Cambridge modern history, CUP Archive, 1976, ISBN 978-0-521-09991-2.
- (EN) Kenneth Meyer Setton, Venice, Austria, and the Turks in the seventeenth century, collana Memoirs of the American Philosophical Society, Philadelphia, American Philosophical Society, 1991, ISBN 978-0-87169-192-7.
- (EN) Stanford Jay Shaw e Ezel Kural Shaw, Vol 1: Empire of the Gazis: the rise and decline of the Ottoman Empire, 1280 - 1808, in History of the Ottoman Empire and Modern Turkey, Cambridge University Press, 1976, ISBN 978-0-521-29163-7.
- (EN) Stephen Turnbull, The Ottoman Empire, 1326 - 1699, collana Essential histories, Routledge, 2003, ISBN 978-0-415-96913-0.